# La Tronche
La Tronche är en kommun i departementet Isère i regionen Auvergne-Rhône-Alpes i sydöstra Frankrike. Kommunen ligger i kantonen Meylan som tillhör arrondissementet Grenoble. År 2022 hade La Tronche 6 447 invånare.

## Befolkningsutveckling
Antalet invånare i kommunen La Tronche
Referens:INSEE